# تاواسیور
تاواسیور (به لاتین: Thavasiyur) یک منطقهٔ مسکونی در سری‌لانکا است که در استان شمالی (سری‌لانکا) واقع شده‌است.